# Daryl Murphy
Daryl Michael Murphy (sinh 15 tháng 3 năm 1983) là một cựu cầu thủ bóng đá chuyên nghiệp người Ireland thi đấu ở vị trí tiền đạo.

## Thống kê sự nghiệp

### Câu lạc bộ
Tính đến 30 tháng 9 năm 2017.
| Câu lạc bộ                 | Mùa giải            | Giải đấu                       | Giải đấu | Giải đấu | Cúp quốc gia | Cúp quốc gia | Cúp liên đoàn | Cúp liên đoàn | Khác | Khác | Tổng cộng | Tổng cộng |
| Câu lạc bộ                 | Mùa giải            | Hạng                           | Trận     | Bàn      | Trận         | Bàn          | Trận          | Bàn           | Trận | Bàn  | Trận      | Bàn       |
| -------------------------- | ------------------- | ------------------------------ | -------- | -------- | ------------ | ------------ | ------------- | ------------- | ---- | ---- | --------- | --------- |
| Luton Town                 | 2000–01             | Second Division                | 0        | 0        | 0            | 0            | 0             | 0             | 0    | 0    | 0         | 0         |
| Luton Town                 | 2001–02             | Third Division                 | 0        | 0        | 0            | 0            | 0             | 0             | 0    | 0    | 0         | 0         |
| Luton Town                 | Total               | Total                          | 0        | 0        | 0            | 0            | 0             | 0             | 0    | 0    | 0         | 0         |
| Harrow Borough (mượn)      | 2001–02             | Isthmian Premier Division      | 3        | 0        | 0            | 0            | —             | —             | 0    | 0    | 3         | 0         |
| Waterford United           | 2002–03             | Giải bóng đá hạng nhất Ireland | 19       | 8        | —            | —            | —             | —             | —    | —    | 19        | 8         |
| Waterford United           | 2003                | Giải bóng đá hạng nhất Ireland | 34       | 7        | —            | —            | —             | —             | —    | —    | 34        | 7         |
| Waterford United           | 2004                | Giải bóng đá hạng nhất Ireland | 35       | 14       | —            | —            | —             | —             | —    | —    | 35        | 14        |
| Waterford United           | 2005                | Giải bóng đá hạng nhất Ireland | 11       | 1        | —            | —            | —             | —             | —    | —    | 11        | 1         |
| Waterford United           | Tổng cộng           | Tổng cộng                      | 99       | 30       | —            | —            | —             | —             | —    | —    | 99        | 30        |
| Sunderland                 | 2005–06             | Premier League                 | 18       | 1        | 1            | 0            | 1             | 0             | —    | —    | 20        | 1         |
| Sunderland                 | 2006–07             | Championship                   | 38       | 10       | 1            | 0            | 1             | 0             | —    | —    | 40        | 10        |
| Sunderland                 | 2007–08             | Premier League                 | 28       | 3        | 1            | 0            | 1             | 0             | —    | —    | 30        | 3         |
| Sunderland                 | 2008–09             | Premier League                 | 23       | 0        | 1            | 0            | 3             | 0             | —    | —    | 27        | 0         |
| Sunderland                 | 2009–10             | Premier League                 | 3        | 0        | 1            | 0            | 3             | 0             | —    | —    | 7         | 0         |
| Sunderland                 | Tổng cộng           | Tổng cộng                      | 110      | 14       | 5            | 0            | 9             | 0             | —    | —    | 124       | 14        |
| Sheffield Wednesday (mượn) | 2005–06             | Championship                   | 4        | 0        | 0            | 0            | 0             | 0             | —    | —    | 4         | 0         |
| Ipswich Town (mượn)        | 2009–10             | Championship                   | 18       | 6        | 0            | 0            | 0             | 0             | —    | —    | 18        | 6         |
| Celtic                     | 2010–11             | Scottish Premier League        | 18       | 3        | 0            | 0            | 1             | 0             | 2    | 0    | 21        | 3         |
| Celtic                     | 2011–12             | Scottish Premier League        | 0        | 0        | 0            | 0            | 0             | 0             | 0    | 0    | 0         | 0         |
| Celtic                     | 2012–13             | Scottish Premier League        | 1        | 0        | 0            | 0            | 0             | 0             | 1    | 0    | 2         | 0         |
| Celtic                     | Tổng cộng           | Tổng cộng                      | 19       | 3        | 0            | 0            | 1             | 0             | 3    | 0    | 23        | 3         |
| Ipswich Town (mượn)        | 2011–12             | Championship                   | 33       | 4        | 1            | 0            | 0             | 0             | —    | —    | 34        | 4         |
| Ipswich Town (mượn)        | 2012–13             | Championship                   | 39       | 7        | 1            | 0            | 0             | 0             | —    | —    | 40        | 7         |
| Ipswich Town               | 2013–14             | Championship                   | 45       | 13       | 0            | 0            | 1             | 0             | —    | —    | 46        | 13        |
| Ipswich Town               | 2014–15             | Championship                   | 44       | 27       | 2            | 0            | 0             | 0             | 2    | 0    | 48        | 27        |
| Ipswich Town               | 2015–16             | Championship                   | 34       | 10       | 0            | 0            | 1             | 0             | —    | —    | 35        | 10        |
| Ipswich Town               | 2016–17             | Championship                   | 4        | 0        | —            | —            | 0             | 0             | —    | —    | 4         | 0         |
| Ipswich Town               | Tổng cộng           | Tổng cộng                      | 199      | 61       | 4            | 0            | 2             | 0             | 2    | 0    | 207       | 61        |
| Newcastle United           | 2016–17             | Championship                   | 14       | 5        | 1            | 1            | 2             | 0             | —    | —    | 17        | 6         |
| Nottingham Forest          | 2017–18             | Championship                   | 11       | 6        | 0            | 0            | 1             | 0             | —    | —    | 12        | 6         |
| Tổng cộng sự nghiệp        | Tổng cộng sự nghiệp | Tổng cộng sự nghiệp            | 379      | 88       | 10           | 1            | 14            | 0             | 5    | 0    | 408       | 89        |

1. 1 2  Appearance(s) in UEFA Champions League
2. ↑  Appearances in Football League Championship play-offs

### Quốc tế
Tính đến 14 tháng 11 năm 2017.
| Đội tuyển quốc gia | Năm       | Trận | Bàn |
| ------------------ | --------- | ---- | --- |
| Cộng hòa Ireland   | 2007      | 5    | 0   |
| Cộng hòa Ireland   | 2008      | 3    | 0   |
| Cộng hòa Ireland   | 2014      | 5    | 0   |
| Cộng hòa Ireland   | 2015      | 5    | 0   |
| Cộng hòa Ireland   | 2016      | 5    | 1   |
| Cộng hòa Ireland   | 2017      | 9    | 2   |
| Tổng cộng          | Tổng cộng | 32   | 3   |

### Bàn thắng quốc tế
| #  | Thời gian           | Địa điểm                              | Đối thủ | Bàn thắng | Kết quả | Giải đấu                 |
| -- | ------------------- | ------------------------------------- | ------- | --------- | ------- | ------------------------ |
| 1. | 5 tháng 9 năm 2016  | Sân vận động Sao Đỏ, Belgrade, Serbia | Serbia  | 2–2       | 2–2     | Vòng loại World Cup 2018 |
| 2. | 6 tháng 10 năm 2017 | Sân vận động Aviva, Dublin, Ireland   | Moldova | 1–0       | 2–0     | Vòng loại World Cup 2018 |
| 3. | 6 tháng 10 năm 2017 | Sân vận động Aviva, Dublin, Ireland   | Moldova | 2–0       | 2–0     | Vòng loại World Cup 2018 |

## Danh hiệu

### Câu lạc bộ
Waterford United
- Giải bóng đá hạng nhất Ireland (1): 2002–03

Sunderland
- Football League Championship (1): 2006–07